# Laguna Chica, Tezonapa
Laguna Chica är en ort i Mexiko.   Den ligger i kommunen Tezonapa och delstaten Veracruz, i den sydöstra delen av landet, 270 km öster om huvudstaden Mexico City. Laguna Chica ligger 152 meter över havet och antalet invånare är 1 947.
Terrängen runt Laguna Chica är varierad. Runt Laguna Chica är det ganska tätbefolkat, med 116 invånare per kvadratkilometer. Närmaste större samhälle är Cosolapa, 8,1 km nordost om Laguna Chica. Omgivningarna runt Laguna Chica är en mosaik av jordbruksmark och naturlig växtlighet.